# Encarsia plana
Encarsia plana är en stekelart som beskrevs av Gennaro Viggiani och Ren 1987. Encarsia plana ingår i släktet Encarsia och familjen växtlussteklar. Inga underarter finns listade i Catalogue of Life.